# Overwonnen
Overwonnen (Frans: Vaincu) is een schilderij van de Amerikaanse kunstschilder George Hitchcock, olieverf op doek, 100,5 x 90,5 centimeter groot. Het doek is ongedateerd, maar in elk geval geschilderd voor 1898, toen het werd geëxposeerd bij de Salon de la Société des Artistes Français. Het toont een "verslagen" ridder te paard, bezien van op de rug, te midden van een kleurrijk Hollands bollenveld. Het schilderij bevindt zich in de collectie van het Musée d'Orsay te Parijs, in bruikleen gegeven door het Louvre.

## Context
In 1883 vestigde Hitchcock zich samen met zijn vrouw in Egmond aan den Hoef, maar bleef nog regelmatig op en neer reizen naar Parijs, om er te exposeren en zijn werk te verkopen. In 1886 zag hij er Claude Monets Champs de Tulipes op een tentoonstelling bij Gallerie George Petit. Het inspireerde hem om de Hollandse bollenvelden tot thema te nemen, met als eerste resultaat La culture des Tulipes, dat in 1887 op de Parijse salon werd uitgeroepen tot het beste buitenlandse schilderij. Hitchcocks fijne gevoel voor kleur en detail viel zelfs beter in de smaak van het grote publiek dan Monets felle, enigszins nonchalant geschilderde kleurimpressies. Dit succes zette hem aan tot een hele reeks werken met de bollenvelden als thema, vaak ook met figuren, meestal vrouwen, die hij vaak geënsceneerd, als een soort van "fremdkörper" in zijn landschappen integreerde. In Overwonnen doet hij dat met een ridder te paard.

## Afbeelding
Overwonnen is een combinatie van een contemporain Hollands tulpenlandschap en een historisch portret van een ridder te paard, bezien van op de rug, blijkens de titel van het werk verslagen terugkerend uit de strijd. Niet bekend is of Hitchcock een specifieke gebeurtenis heeft willen weergeven, maar mogelijk refereert hij aan de tulpenmanie uit de zeventiende eeuw. Volgens kunsthistoricus Hans Kraan werd hij waarschijnlijk geïnspireerd door Jean-Léon Gérômes Folie tulipère (1882), dat hij in Parijs had gezien. De kunstenaar bezat een hele collectie kledingstukken voor zijn modellen, waaronder een kuras, dat ook te zien is in andere werken van zijn hand. Aangenomen wordt dat hij eenvoudigweg heeft gezocht naar een bijzondere, ongewone combinatie, zoals hij dat vaker deed. Het trieste Don Quichot-achtige beeld van de krijger, het hoofd gebogen, net als zijn sjokkende schimmel, vermoeid ogend, het vaandel met zich meeslepend, contrasteert met het kleurige bollenveld dat een zekere levensaanvaarding uitstraalt, refererend aan de lente. Het zet de kijker aan tot een eigen interpretatie.

## Stijl en compositie
De heldere kleuren in het werk, de brede penseelstreken en het delicate gevoel voor het natuurlijk licht tonen de invloed van het impressionisme op Hitchcocks werk. Hij schilderde het landschap en plein air, op basis van een nauwgezette natuurobservatie, en voegde de ridder later toe, mede op basis van eerder gemaakte schetsen. De verticale en diagonale lijnen in het bloemenveld creëren een ordelijke vlakindeling en geven het schilderij een strakke structuur, die de vlakheid van het Hollandse landschap onderstreept. Rijen bomen langs rechte sloten omzomen de velden, als de muren van een vesting. Op de achtergrond zien we echter geen burcht maar een typisch negentiende-eeuws pannenhuis verborgen tussen de bomen. Compositorisch springt vooral de heldere kleurenpracht van het bollenveld in het oog, een handelsmerk waarmee Hitchcock iets geheel nieuws introduceerde in de toenmalige Nederlandse schilderkunst, die vooral gedomineerd werd door de sombere grijzige tonen van de Haagse School. Meest in het oog springend is uiteraard de lichtheid en de kleurenpracht, waarmee Hitchcock iets geheel nieuws introduceerde in de door de sombere grijzige tonen van de Haagse School gedomineerde Hollandse schilderkunst. Zelf meende de kunstenaar dat hij een verdwijnend wereldbeeld vastlegde. In 1887 schreef hij: "Dat Holland volledig aan de banale utilitaire geest van onze tijd zal ontsnappen kan niet worden verwacht, maar deze winderige, half onder de zeespiegel gelegen hoek van de aarde, is zeker een van de laatste plaatsen die zich gewonnen zal geven". In het licht van de titel van het hier besproken werk, Overwonnen, kan hier een additionele symboliek in worden gezocht.

## Galerij

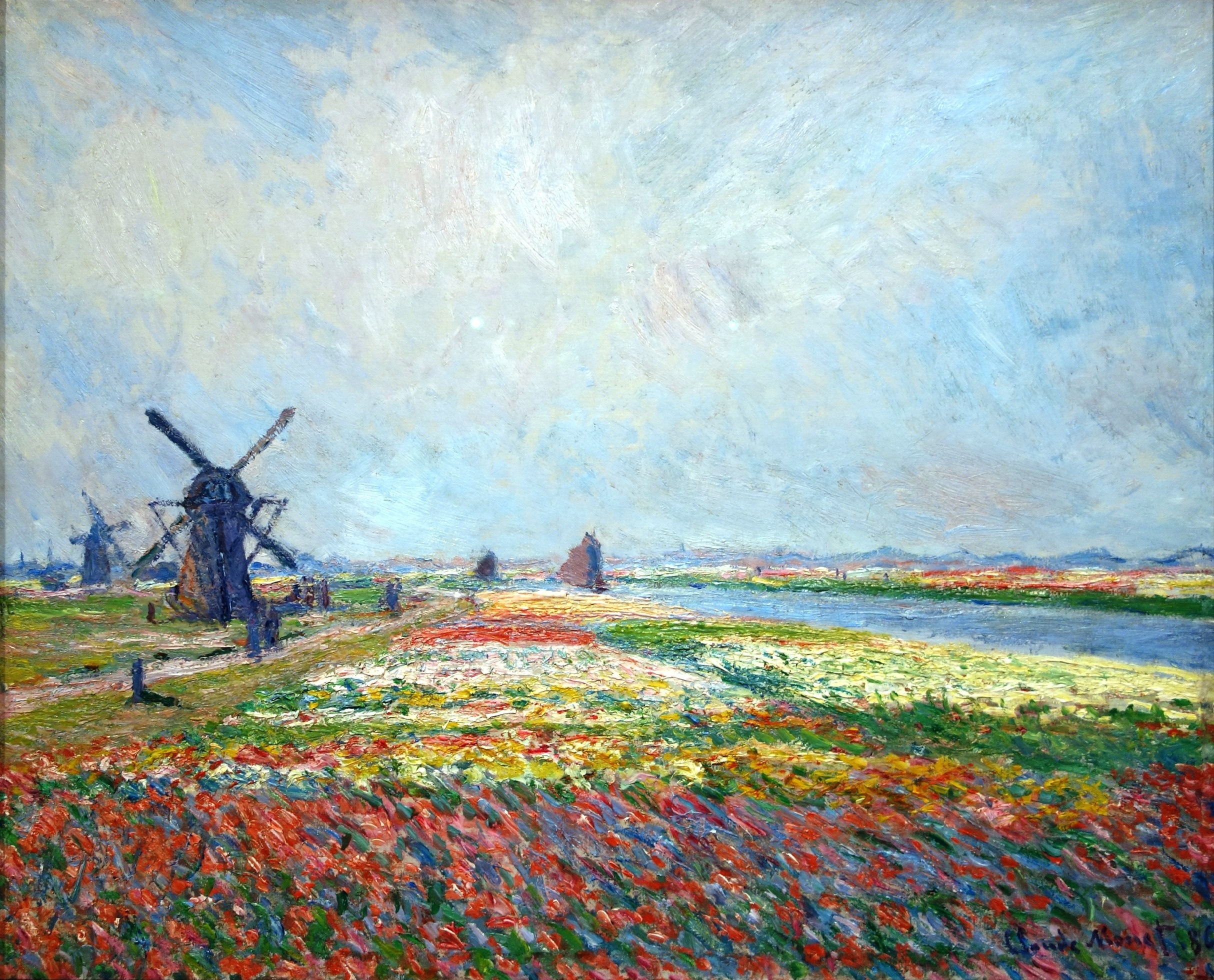
Claude Monets Tulpenvelden met molens, 1883, inspiratie voor Hitchcocks "bollenwerken"
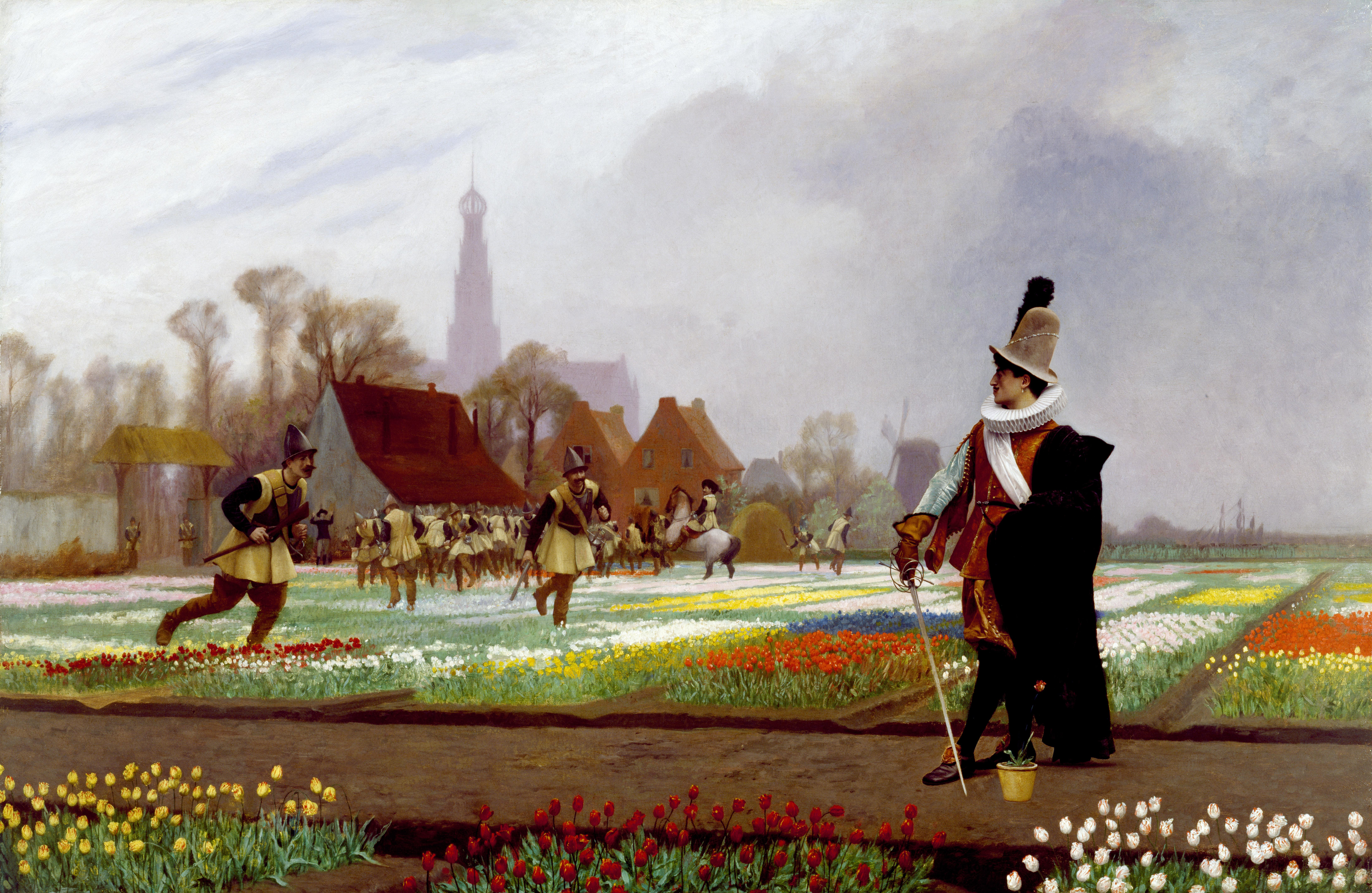
Jean-Léon Gérômes Folie tulipère, 1882, over de tulpenmanie, inspiratie voor het thema
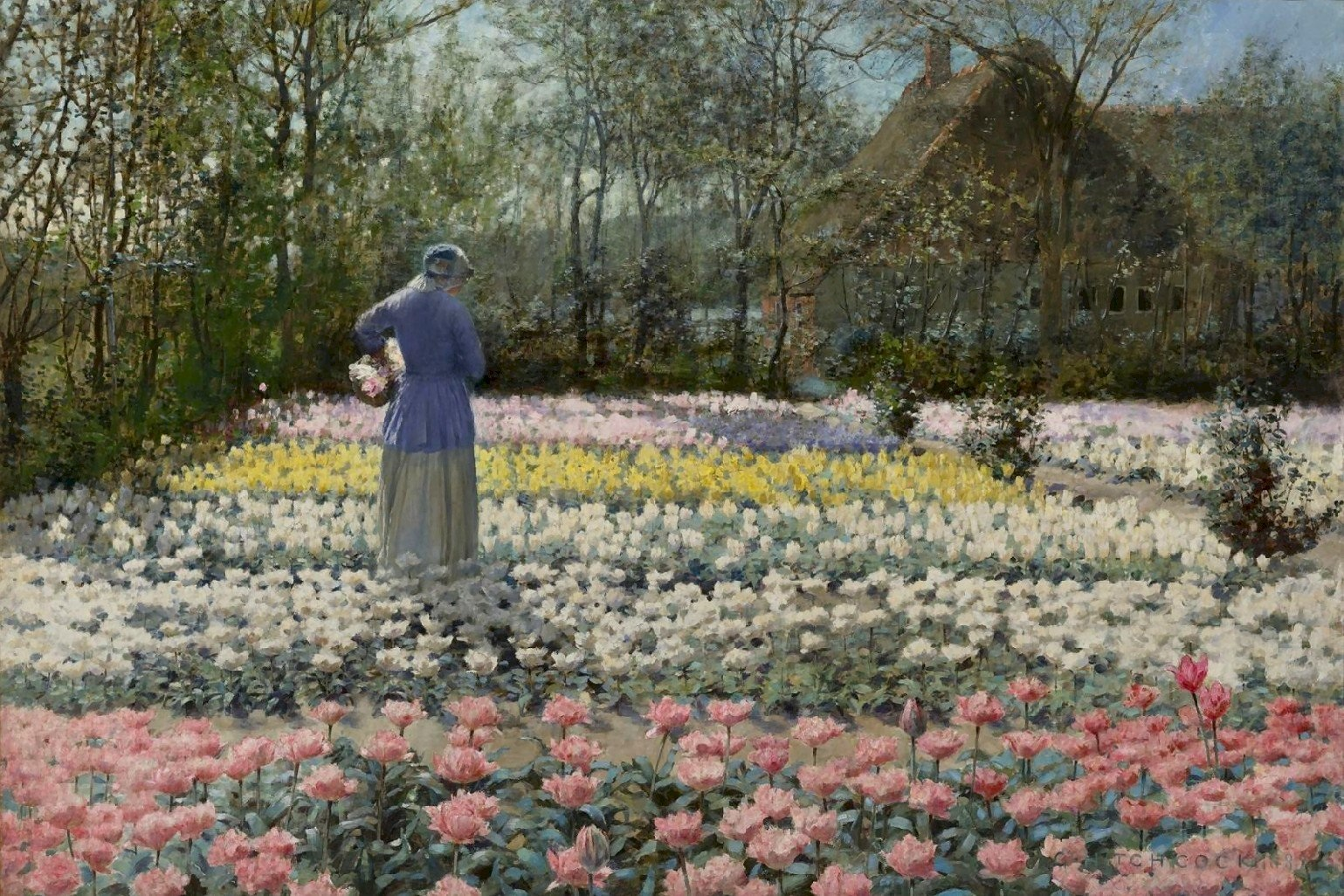
Hitchcock: De tulpencultuur, 1889, ander voorbeeld van zijn bollenwerken, met vrouwfiguur